# Peter Denton (cầu thủ bóng đá)
Peter Robert Denton (1 tháng 3 năm 1946 – 6 tháng 10 năm 2016) là một cầu thủ bóng đá người Anh thi đấu ở vị trí Tiền vệ chạy cánh. Denton thi đấu tại Football League cho Coventry City và Luton Town.
Denton mất ngày 6 tháng 10 năm 2016 sau tình trạng tim xấu đi đột ngột.